# كينيدي كانيانتا
كينيدي كانيانتا (بالإنجليزية: Kennedy Kanyanta) (مواليد 10 أبريل 1979) هو ملاكم زامبي، مثّل بلاده في الألعاب الأولمبية الصيفية 2000.

## روابط خارجية
كينيدي كانيانتا على موقع بوكس ريك (الإنجليزية) (registration required)
- كينيدي كانيانتا على موقع أوليمبيديا (الإنجليزية)
- كينيدي كانيانتا على موقع اتحاد ألعاب الكومنولث (مؤرشف) (الإنجليزية)
- كينيدي كانيانتا على موقع دورة ألعاب الكومنولث 2006 (مؤرشف) (الإنجليزية)